# Спринцовка
Спринцовка как инструмент (устар. шпринцовка) — медицинский инструмент в виде резиновой груши, а также используемый в технических работах для подачи или откачки, предназначенный для спринцевания (промывки, орошения лекарственными средствами) влагалища у женщин, постановки клизмы, для очищения, промывания и так называемого спринцевания прямой кишки и толстой кишки, либо для введения в прямую или толстую кишку растворов лекарственных веществ; также можно промывать нос.
В народе спринцовку принято называть клизмой, хотя это не совсем верное определение.

## Классификация спринцовок и таблица вместительности
Назначение спринцовки зависит от её типа:
- Спринцовки типа А (с мягким наконечником) предназначены для отсоса жидкости из полостей организма в послеоперационный период и для промывания полостей организма в лечебно-профилактических целях.
- Спринцовки типа Б (с твердым пластиковым или мягким наконечником из ПВХ). Основное предназначение — постановка клизм и микроклизм различного характера. Также применяются для орошения влагалища.
- Ирригационные спринцовки применяются в гинекологии в лечебно-профилактических целях для орошения влагалища.

### Спринцовка с мягким наконечником (ТИП А)
Предназначение:

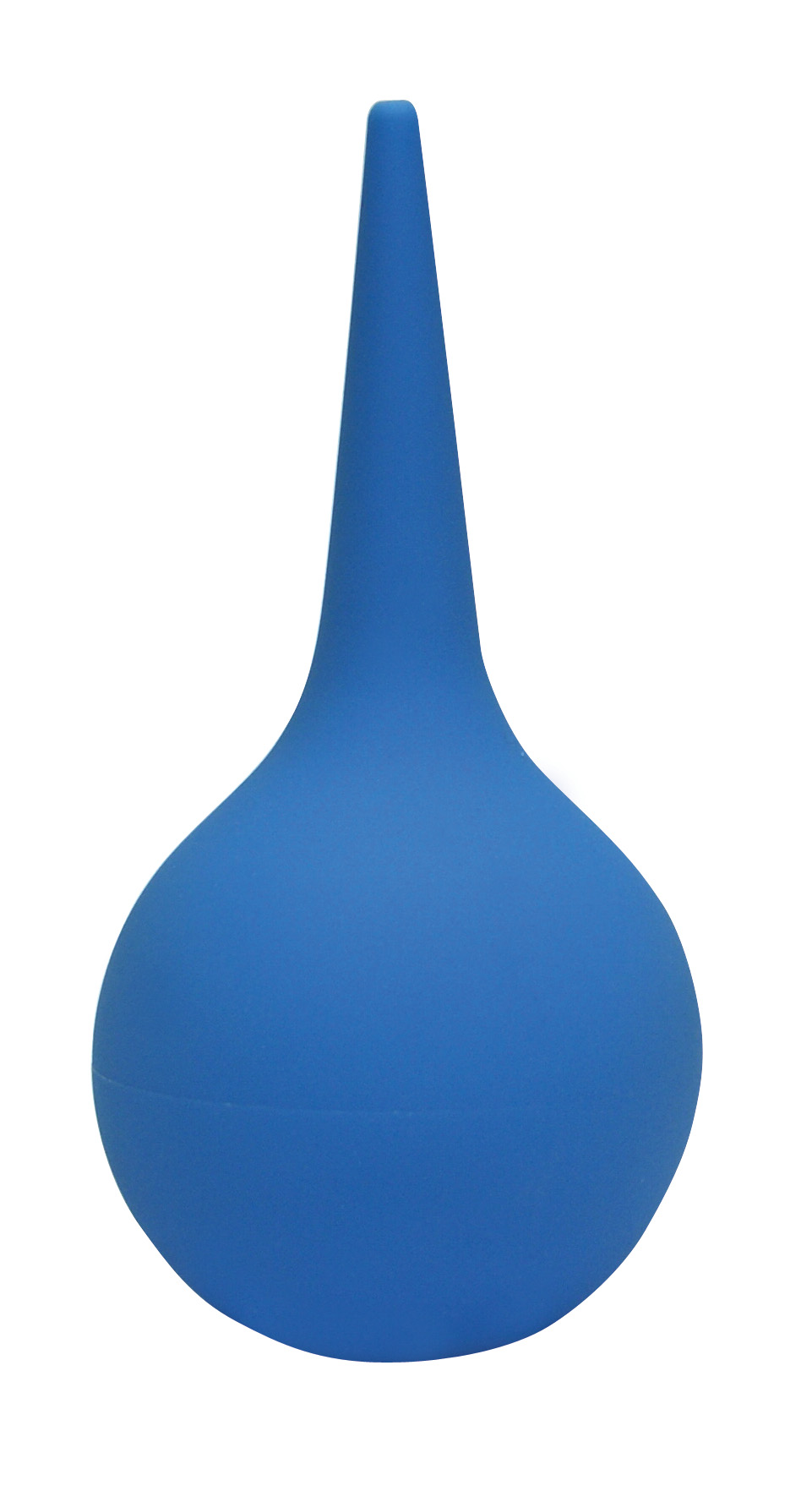
Спринцовка с мягким наконечником, тип А

- отсасывание жидкостей из полостей организма в послеоперационный период;
- промывание полостей организма в лечебно-профилактических целях.

### Спринцовка с твердым наконечником (ТИП Б)
Предназначение:

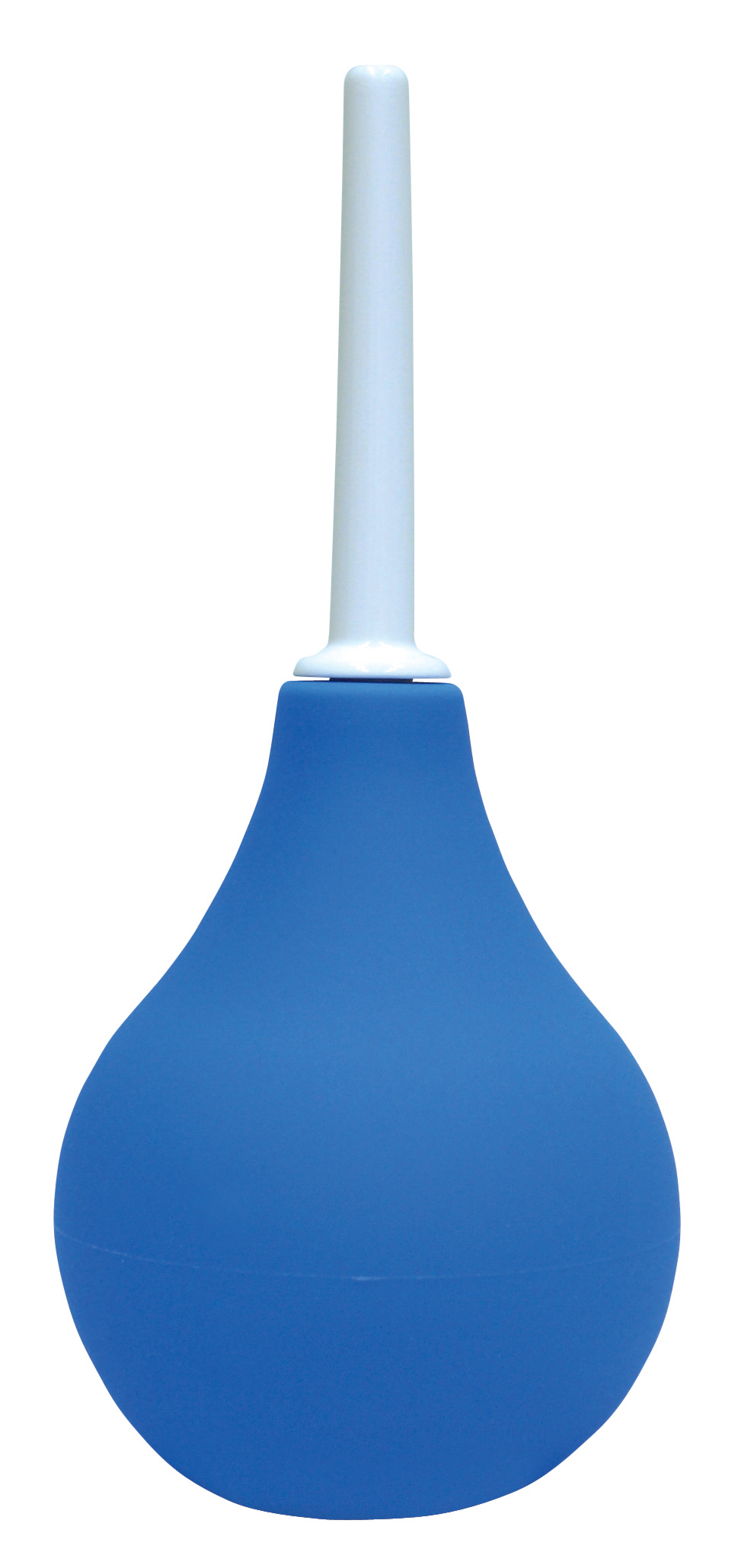
Спринцовка с твердым наконечником, тип Б

- отсос жидкости из полостей организма в послеоперационный период;
- промывание и орошение полостей организма в лечебно-профилактических целях;
- постановка клизм.

### Спринцовка гинекологическая для орошения влагалища

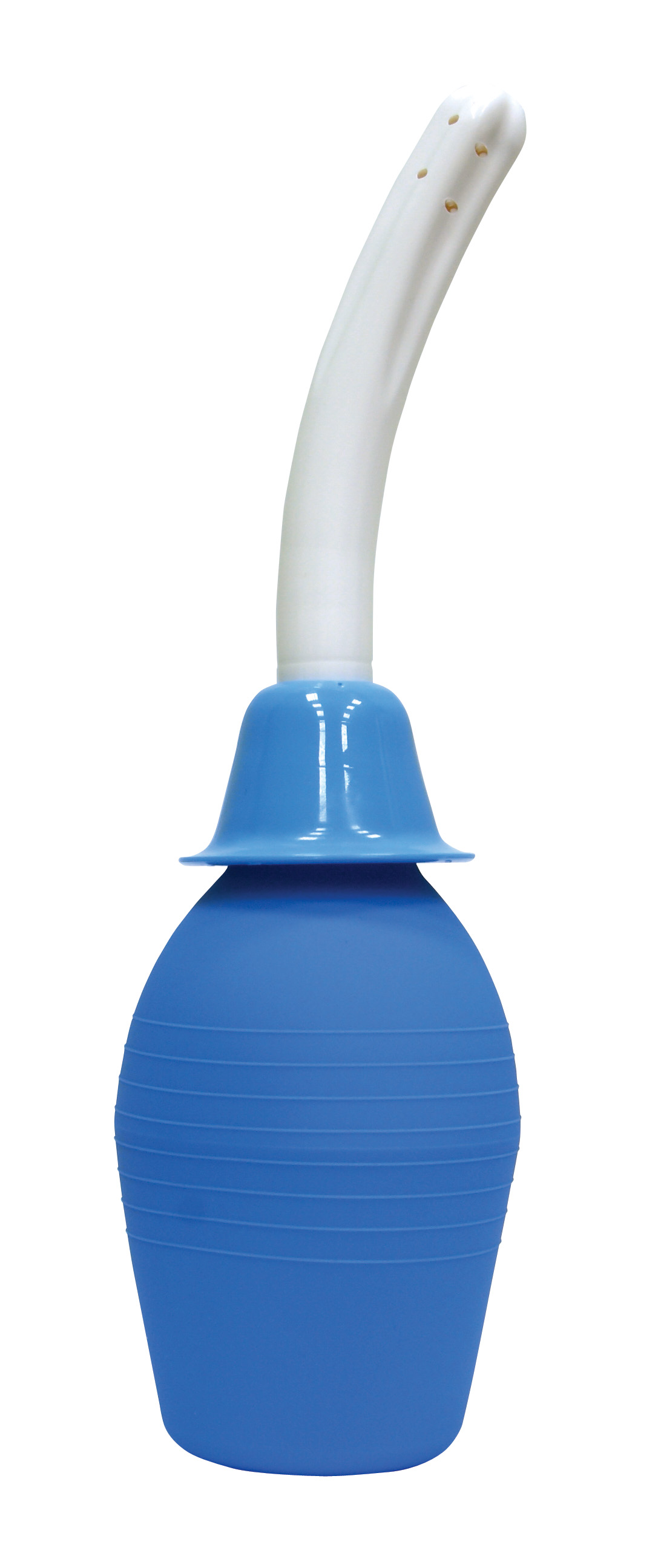
Спринцовка гинекологическая, тип БИ-9

Предназначена для орошения влагалища различного рода растворами в гигиенических и лечебно-профилактических целях.
Традиционно, в России спринцовки производились из резины. Однако, на сегодняшний день, благодаря развитию химической промышленности стали появляться новые материалы.
Одним из таких материалов является поливинилхлорид (ПВХ), из которого производится все большее количество изделий медицинского назначения.
Спринцовки, произведенные на оборудовании советских стандартов имеют следующие мерки объёма: А1 — 30 мл, А2 — 60 мл и так далее с шагом в 30 мл. Спринцовки ПВХ, произведенные на импортном оборудовании имеют другую систему вместимостей.
| Вместимость спринцовок Альпина Пласт (Тип, №, объём) | Вместимость спринцовок Российская система стандартов (Тип, №, объём) |
| ---------------------------------------------------- | -------------------------------------------------------------------- |
| А № 3 (27±7 мл)                                      | А № 1 (30 мл)                                                        |
| А № 7 (70±10 мл)                                     | ≈А3 (90 мл)                                                          |
| А № 11 (230±30 мл)                                   | А № 8 (240 мл)                                                       |
| А № 13 (317±30 мл)                                   | А № 11 (330 мл)                                                      |
| А № 14 (490±50 мл)                                   | ≈А20 (600 мл)                                                        |
| А № 16 (700±70 мл)                                   | ≈А25 (750 мл)                                                        |
| Б № 3 (40±7 мл)                                      | Б № 1 (35 мл)                                                        |
| Б № 5 (95±10 мл)                                     | Б № 3 (90±20 мл)                                                     |
| Б № 7 (150±20 мл)                                    | ≈ Б6 (180 мл)                                                        |
| Б № 9 (230±30 мл)                                    | Б № 8 (220±30 мл)                                                    |
| Б № 11 (347±30 мл)                                   | Б № 12 (360 мл)                                                      |
| Б № 13 (483±50 мл)                                   | ≈ Б20 (600 мл)                                                       |
| БИ № 9 (320±30 мл)                                   | ≈ ИБ15 (400 мл)                                                      |
| БИ № 12 (224±40 мл)                                  | ≈ ИБ15 (200 мл)                                                      |
| БК № 12 (224±40 мл)                                  | Нет аналога                                                          |